# 門脇宜人
門脇 宜人（かどわき よしひと、1950年4月24日 - ）は、日本の実業家。元第一屋製パン株式会社代表取締役社長。

## 人物・経歴
鳥取県米子市出身。鳥取県立米子東高等学校を経て、1974年名古屋大学農学部卒業、トーメン入社。1998年トーメン砂糖食材部長。2003年ブラジルトーメン社長。2006年豊田通商ブラジル副社長。2008年グランプラス代表取締役。2010年第一屋製パン代表取締役副社長。2014年から第一屋製パン代表取締役社長を務め、経営強化にあたった。2015年第一屋製パン取締役。